# Patka
Patka je opći naziv za veliki broj vrsta ptica iz porodice Anatidae, koja uključuje i labudove i guske. Patke su podijeljene u više potporodica u okviru porodice Anatidae, nisu monofilična grupa (grupa potomaka koja ima jednog zajedničkog pretka) već čine takson pošto se labudovi i guske ne smatraju patkama. Patke su uglavnom vodene ptice, većinom manje od labudova i guski i mogu se naći u riječnim i morskim vodama.
Patke polažu jaja jednom godišnje i svejedi su, jedu vodene biljke i sitne životinje. Hrane se na površini vode ili na kopnu, ili toliko duboko koliko mogu doseći zaronom, a da se u potpunosti ne potope. Uz rub kljuna nalazi se češljasta struktura nazvana pekten (lat. češalj), koja napreže vodu koja curi sa strane kljuna i hvata bilo koju hranu. Pekten se koristi i za čišćenje perja. Roneće patke rone duboko po hranu.
Mnoge su patke ptice selice, ljetne mjesece provode na drugom mjestu od zimskih. Imaju kozmopolitsku rasprostranjenost, mogu se naći u cijelom svijetu, osim na Antarktiku. Neke vrste pataka žive na Južnoj Georgiji i Aucklandskim otocima, koji su subantarktički. Mnoge su se vrste udomaćile na udaljenim otocima, poput Kerguelena ili Havaja.
Neke se patke uzgajaju i drže za hranu (meso i jaja) ili za korištenje perja za jastuke i druge predmete u kući. Pogotovo u Aziji, popularno je pačje meso.
Patke se ponekad drže kao kućni ljubimci. Često se drže na javnim ribnjacima i jezerima, zbog njihove ljepote i smirujuće prirode. Ljudi ponekad hrane patke u barama kruhom. Međutim, kruh nije zdrav za patke i može ih ubiti.
Popularne izmišljene patke su: Patak Darko (eng. Daffy Duck) iz Looney Tunesa i Paško Patak (eng. Donald Duck) iz Disneya.